# ハードコアヒップホップ
ハードコアヒップホップ（英: Hardcore hip hop）は、ヒップホップの派生ジャンル。急進的な政治主張等を、ライムの特徴とする傾向のラップを指す。

## 概要
サンプリングの使用が特徴的である。類似用語に、ギャングスタ・ラップ、ホラーコア、ラップコア、ポリティカルヒップホップ、オルタナティヴ・ヒップホップなどがある。
起源は、1980年代後半の東海岸ヒップホップで活躍していたフィラデルフィア出身のスクーリーD、ニューヨーク出身のブギーダウン・プロダクションズ、スリック・リック、パブリック・エネミーなどのアーティストたちが、オールド・スクール・ラップの代わりに都市部の貧困、アルコール、薬物依存、犯罪、街に広がる暴力、ギャング抗争へと主題が変化していった事による。
1990年代初頭、アイス・キューブ、アイスT、ダ・レンチモブ、サイプレス・ヒルといったアーティストたちも人気を集め、東海岸のハードコアヒップホップと西海岸のギャングスタラップも流行した。オニクス、ウータン・クラン、ナズ、ブラックムーン、モブ・ディープなどのアーティストも後に続いた。この新たな形のハードコアヒップホップは、最小限のビートに、レコードからサンプリングされたドラム音、管楽器からのサンプリング、弦楽器やピアノ旋律なども特色としている。90年代後半から2000年初頭には、ハードコアヒップホップを取り入れつつ、商業化され大衆文化と融合させた作品がチャートでの大きな成功を収めた。ボーンサグズンハーモニー、DMX、2パック、ノトーリアスBIG、ビッグパンといったラッパーの曲がヒットしている。